# Pastafarisme

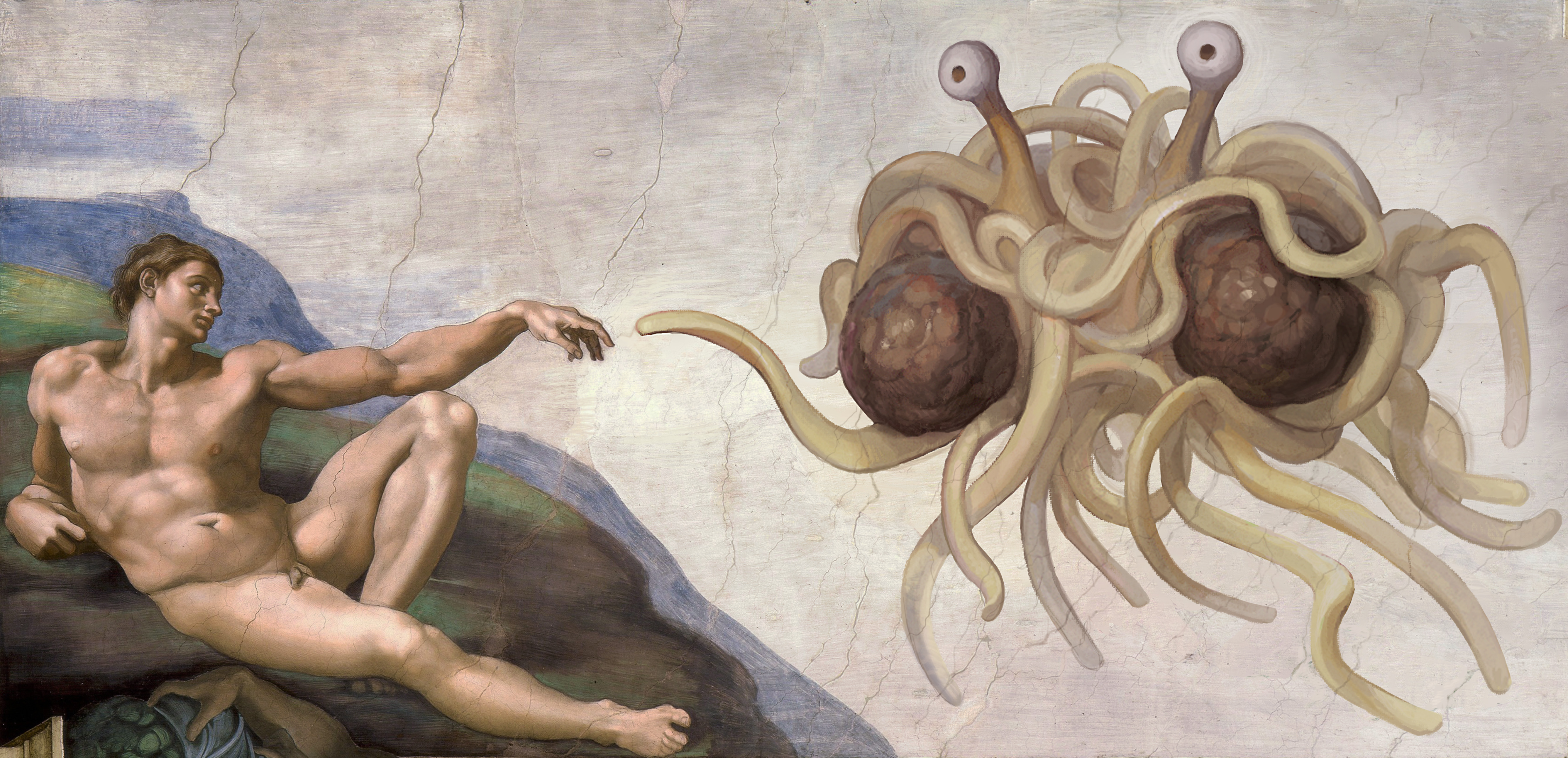
Touché par Son Appendice Nouillesque, parodie de La Création d'Adam de Michel-Ange, est une représentation iconique du Monstre de spaghetti volant.

L'emblème du pastafarisme, une parodie de l'ichthus chrétien.

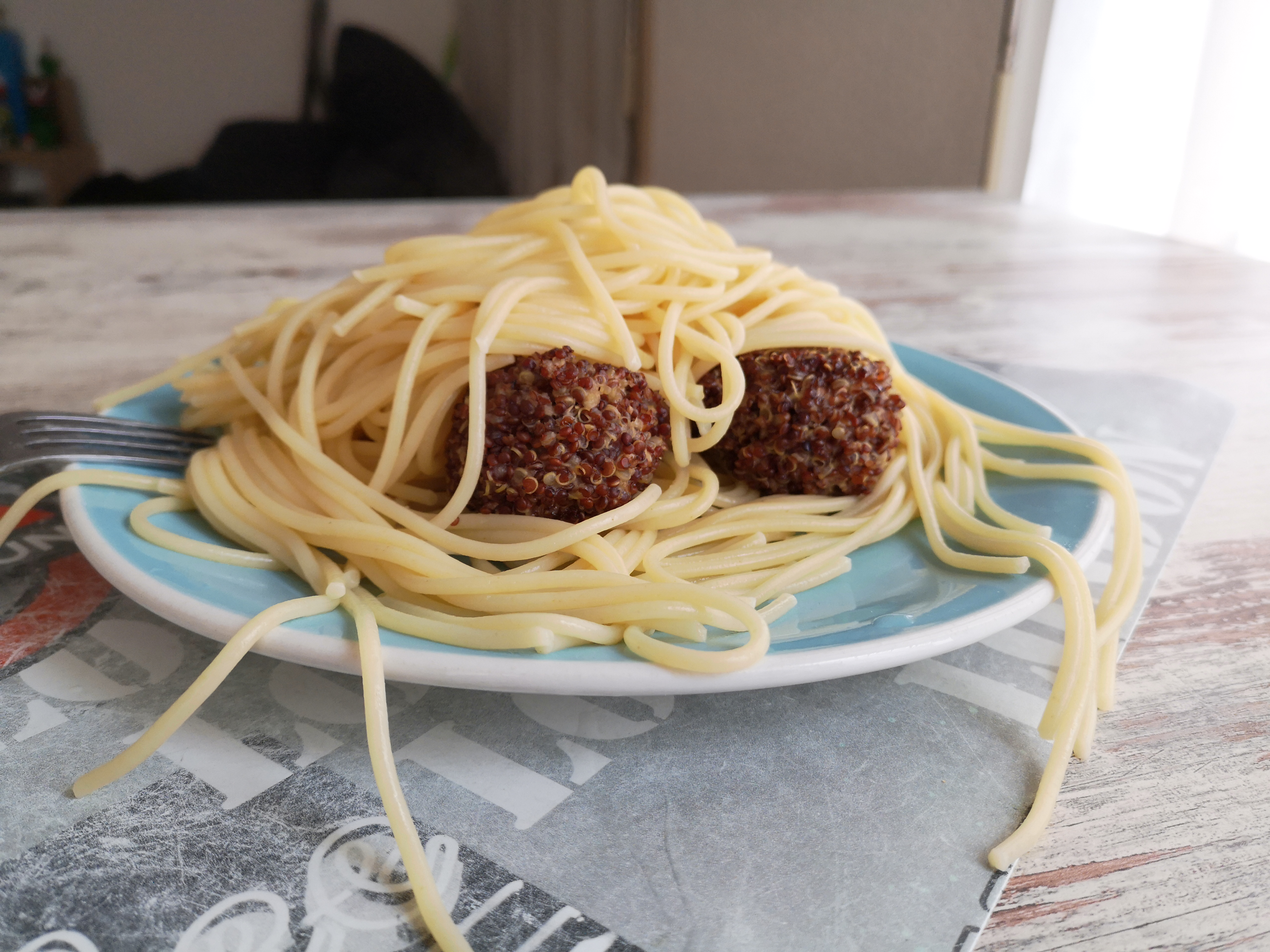
Mise en scène d'une authentique apparition du Monstre Spaghetti Volant.

Le pastafarisme (mot-valise faisant référence aux pâtes et au mouvement rastafari) est originellement une parodie de religion et un mouvement social qui s'oppose à l'enseignement du créationnisme dans les écoles publiques,,,, et dont la divinité est le Monstre en spaghetti volant (Flying Spaghetti Monster), créée en 2005 par Bobby Henderson, alors étudiant de l'université d'État de l'Oregon. Depuis, le pastafarisme a été reconnu administrativement comme religion par certains pays,,,,, et rejeté en tant que telle par d'autres,,.
Écrivant une lettre ouverte pour protester contre la décision de la commission scolaire de l'État du Kansas d'autoriser l'enseignement du dessein intelligent dans les cours de science au même titre que la théorie de l'évolution, Henderson professe sa foi en un dieu créateur surnaturel dont l'apparence serait celle d'un plat de spaghetti et de boulettes de viande et demande que le pastafarisme reçoive une durée d'enseignement égale à celle du dessein intelligent et de la théorie de l'évolution.
La lettre devient rapidement un phénomène Internet. Les croyances pastafariennes sont présentées sur le site internet d'Henderson (où il se décrit comme un « prophète ») et dans L'Évangile du monstre en spaghettis volant. La croyance centrale est qu'un Monstre en spaghetti volant, invisible et indétectable, a créé l'univers. Les pirates sont vénérés comme les premiers pastafariens, et les pastafariens affirment que le constant déclin du nombre de pirates au cours des dernières années a entraîné un accroissement significatif de la température mondiale.
Cette parodie, qui peut être rapprochée de la théière de Russell ou de la Licorne rose invisible, est utilisée par des pastafariens qui s'engagent dans des parodies de disputes religieuses afin de faire valoir leur point de vue.

## Historique
En janvier 2005, Bobby Henderson, alors âgé de 24 ans et diplômé en physique de l'université d'État de l'Oregon, envoya une lettre ouverte concernant le Monstre en spaghetti volant au Comité d'Éducation de l'État du Kansas,,. Henderson s'y décrivait comme un « citoyen inquiet » parmi 10 millions d'autres croyants arguant que sa théorie et le dessein intelligent avaient la même validité. Dans sa lettre, il note,

« Je pense que nous pouvons nous réjouir à l'idée qu'un jour ces trois théories aient une part de temps égale dans les cours de science de notre pays mais aussi du monde entier ; un tiers du temps pour le dessein intelligent, un tiers du temps pour le Monstre de Spaghetti Volant, et un tiers du temps pour une conjecture logique fondée sur une masse écrasante de preuves observables. »

— Bobby Henderson
Selon Henderson, comme le mouvement du dessein intelligent fait des références ambiguës à un créateur, toute entité imaginable peut remplir ce rôle, y compris le Monstre de spaghetti volant. Henderson explique que « Je n'ai aucun problème avec la religion. Ce qui me dérange, c'est la religion se posant en tant que science. S'il existe un dieu et qu'il est intelligent, alors je pense qu'il a le sens de l'humour, ».
En mai 2005, n'ayant reçu aucune réponse du comité d'éducation, Henderson décida de publier la lettre sur son site Internet,. Peu après, le pastafarisme devint un phénomène internet,. Henderson publia les réponses qu'il reçut alors du comité. Trois membres répondirent favorablement mais un quatrième lui répondit « C'est une offense grave de railler Dieu ». Il publia également les nombreux messages hostiles, dont des menaces de mort, qu'il reçut,. Moins d'un an après avoir envoyé sa lettre, Henderson avait reçu 60 000 courriels dont, selon lui, « 95 % étaient des messages de soutien tandis que les 5 % restant me disaient que j'irai en enfer ».
La nature satirique du sujet rendit le Monstre de spaghetti volant populaire parmi les blogueurs et des sites consacrés à la culture internet. Il fut présenté sur plusieurs sites dont Boing Boing, Something Awful, Uncyclopedia et Fark. Des sites de fans furent créés, dont une Société Internationale pour la prise de conscience du Monstre de spaghetti volant. Les médias de masse commencèrent à traiter le sujet. Le pastafarisme devint un symbole de la lutte contre l'enseignement du dessein intelligent dans l'éducation publique,,. La lettre d'Henderson fut reproduite dans des journaux à fort tirage comme The New York Times, The Washington Post et le Chicago Sun-Times. Henderson lui-même fut surpris par le succès de sa création et affirma qu'il avait « écrit la lettre pour son amusement personnel et rien de plus ».
En août 2005, en réponse à un défi de l'un de ses lecteurs, Boing Boing annonça qu'un prix de 250 000 $ puis de 1 000 000 $ serait offert à toute personne qui apporterait une preuve empirique que Jésus n'est pas le fils du Monstre de spaghetti volant. Il s'agissait d'ironiser sur un défi similaire proposé par Kent Hovind, un partisan du créationnisme jeune-Terre qui offrait 250 000 $ à toute personne qui prouverait que l'évolution « est la seule manière » selon laquelle l'univers et la vie ont pu apparaître.
Selon Henderson, les articles sur le pastafarisme attirèrent l'attention des périodiques et il avance que six périodiques furent intéressés par le sujet. En novembre 2005, il reçut une proposition du périodique Villard pour écrire l'Évangile du Monstre en spaghetti volant avec en sous-titre « Jackpot pour un réparateur de distributeur électronique au chômage et un hérétique ».
En novembre 2005, le comité d'éducation du Kansas vota pour autoriser les critiques de la théorie de l'évolution — dont le dessein intelligent — comme faisant partie de l'enseignement standard. Le 13 février 2007, le comité vota par 6 voix contre 4 l'annulation des décisions de 2005. Il s'agissait de la cinquième fois en huit ans que le comité modifiait l'enseignement de la théorie de l'évolution.

## Dogmes religieux
Henderson proposa de nombreux dogmes pastafariens en réaction aux arguments couramment avancés par les partisans du dessein intelligent. Ces croyances « canoniques » sont présentées par Henderson dans sa lettre au comité d'éducation du Kansas, dans l'Évangile du Monstre en spaghetti volant et sur le site internet d'Henderson où il se décrit comme un prophète.
La croyance centrale est qu'un Monstre en spaghetti volant invisible et indétectable a créé l'univers « après avoir beaucoup bu ». Selon ces croyances, l'ivresse du Monstre est la raison pour laquelle la Terre n'est pas parfaite. De plus, toutes les preuves suggérant la validité de la théorie de l'évolution ont été créées par le Monstre pour nous induire en erreur et tester la foi des pastafariens, parodiant ainsi l'inerrance biblique. Lorsque des mesures scientifiques sont effectuées comme la datation par le carbone 14, le Monstre en spaghetti volant change les résultats avec son « appendice nouillesque ». Dans le pastafarisme, le paradis abrite des usines high-tech, des volcans de bière et une usine de stripteaseurs et stripteaseuses selon les goûts de chacun. L'enfer pastafarien est similaire sauf que la bière est éventée et que les strip-teaseurs ont des infections sexuellement transmissibles.
Le vendredi est un jour saint et les prières se terminent généralement par Ramen (parodie de Amen, sachant que les rāmen sont des nouilles japonaises) et le souhait à un autre pastafarien peut être adressé comme suit : « Puisse Son Appendice Nouillesque vous toucher » (« May you be touched by His Noodely Appendage ») ou « Que la Pâte soit avec vous » (« May the Pasta be with you »),.

### Pirates et réchauffement climatique

Graphique, inclus dans la lettre (traduit), illustrant le lien entre le nombre de pirates et la température moyenne globale.

Selon le pastafarisme, les pirates sont les premiers pastafariens, des « êtres absolument divins ». L'image des pirates présentés comme des « voleurs et des hors-la-loi » est, dans la vision pastafarienne, de la désinformation répandue par les théologiens chrétiens. En réalité, les pirates auraient été des « explorateurs pacifiques répandant la bonne parole » qui distribuaient des friandises aux petits enfants et les pirates modernes n'auraient rien à voir avec les « anciens boucaniers aimant s'amuser ». Les pastafariens croient que les pirates fantômes sont la cause des mystérieuses disparitions de navires et d'avions dans le Triangle des Bermudes.

Un autre emblème du pastafarisme, le fossile pirate.

L'inclusion des pirates dans le pastafarisme remonte à la lettre originelle de Henderson adressée au comité d'éducation afin d'illustrer que la corrélation n'implique pas la causalité. Henderson avance que « le réchauffement planétaire, les tremblements de terre, les cyclones et les autres catastrophes naturelles sont une conséquence directe du nombre décroissant de pirates depuis les années 1800 ». Un graphique accompagnant la lettre montre qu'alors que le nombre de pirates diminuait, la température mondiale augmentait. Cela parodie la suggestion par certains groupes religieux que le grand nombre de catastrophes, de famines et de guerres est provoqué par le manque de respect et de prières envers leur divinité. En 2008, Henderson interpréta le fait que la Somalie a les plus basses émissions de gaz à effet de serre de tous les pays comme une preuve de sa thèse, puisque le golfe d'Aden a le nombre le plus élevé de pirates.

### Fêtes
Vers la période de Noël, Hanoucca et Kwanzaa (principalement le 27 décembre), les pastafariens célèbrent une fête religieuse vaguement définie nommée « Nouillel, » (et holiday en anglais). Comme les pastafariens « rejettent tout dogme et formalisme », il n'y a aucune obligation particulière lors de Nouillel. Les pastafariens anglophones interprètent l'utilisation de plus en plus fréquente de « Happy Holidays », (« Joyeuses vacances » ou « Joyeuses fêtes ») à la place des salutations traditionnelles (telles que « Merry Christmas », Joyeux Noël) comme un soutien au pastafarisme. En décembre 2005, la carte de vœux officielle de George W. Bush souhaitait de « Joyeuses Fêtes », ce qui poussa Henderson à écrire une lettre de remerciements au président incluant un emblème « ichthus » du Monstre de spaghetti volant pour son avion ou sa limousine. Il remercia également Walmart pour son usage de la phrase.
Lors de la Pâque juive (la fête de Pessa'h, Passover en anglais), les pastafariens célèbrent « Les fêtes de Pâtes », une fête au cours de laquelle ils mangent de grandes quantités de pâtes, principalement des spaghettis, car c'est ce qui se rapproche le plus du Monstre de spaghetti volant. Ils échangent des histoires sur le Monstre et participent au rituel de Passage du Bandeau au cours duquel chacun porte tour à tour le bandeau et raconte comment il a été touché par Son appendice nouillesque,.
« Ramendan » est similaire au Ramadan musulman mais au lieu de prier et de jeûner, les participants passent plusieurs jours à ne manger que des pâtes rāmen instantanées en souvenir de leurs années d'étudiants.
Même si l'International Talk Like a Pirate Day fut établi avant que Bobby Henderson n'ait envoyé sa lettre au comité d'éducation du Kansas, les pastafariens l'ont adopté comme l'une de leurs fêtes. Tous les 19 septembre, les pastafariens s'habillent en costume de pirates et parlent comme eux afin de célébrer les « origines pirates » de leur foi.

## Livres

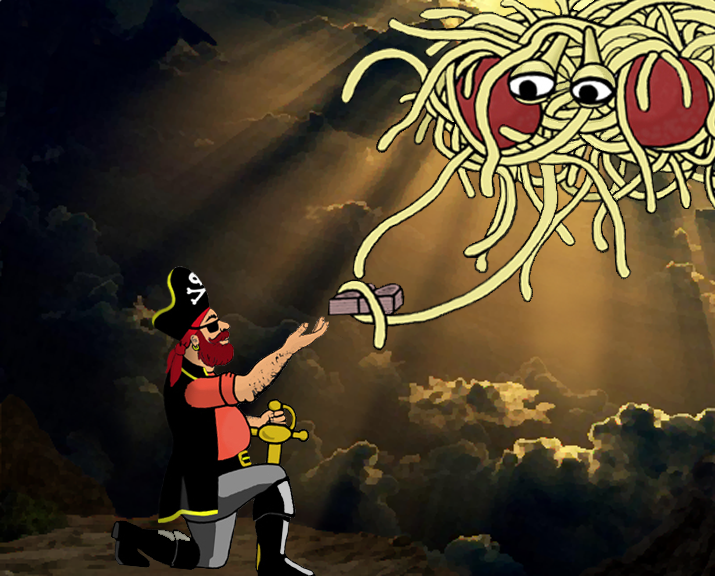
Le Monstre en spaghetti volant remet au capitaine Moÿse les tables des « trucs que j'aimerais autant que vous fassiez pas ».

### Évangile du Monstre en spaghetti volant
En décembre 2005, Bobby Henderson reçut une avance de 80 000 $ de la part du périodique Villard pour écrire L'Évangile du monstre en spaghettis volant. Henderson déclara qu'il utiliserait les recettes du livre pour construire un bateau pirate afin de répandre la religion pastafarienne,. Le livre fut publié en mars 2006 et détaillait les croyances pastafariennes établies dans la lettre ouverte. Henderson y emploie la satire pour présenter les faiblesses présumées de la théorie de l'évolution et exposer l'histoire et le mode de vie d'un point de vue pastafarien. L'Évangile presse ses lecteurs d'essayer le pastafarisme durant 30 jours et avance que « si vous n'aimez pas, votre ancienne religion acceptera probablement de vous reprendre, ». Près de 100 000 exemplaires du livre ont été vendus.
Scientific American décrit l'Évangile comme une « parodie élaborée du dessein intelligent » et un ouvrage « très amusant ». En 2006, il fut nommé pour un Quill Award dans la catégorie humour mais ne fut pas vainqueur. Wayne Allen Brenner de The Austin Chronicle présente le livre comme un « morceau nécessaire d'humour dans la bataille excessivement sérieuse entre science et superstition ». Simon Singh de The Daily Telegraph écrivit que l'Évangile « peut être un peu répétitif... mais dans l'ensemble, il s'agit d'un ouvrage brillant, provocateur et plein d'esprit ». À l'inverse, Casey Luskin du Discovery Institute, l'un des fers de lance du mouvement du dessein intelligent, présente le livre comme une « moquerie du Nouveau Testament ».

### The Loose Canon
En septembre 2005, avant qu'Henderson n'ait reçu son avance pour écrire l'Évangile du Monstre en spaghetti volant, un membre du forum Venganza connu sous le nom de Solipsy annonça le début d'un projet visant à rassembler les textes d'autres pastafariens au sein du Canon Libre, un Livre Saint de l'Église du Monstre en spaghetti volant, en analogie avec la Bible. Le livre fut complété et mis en téléchargement libre en 2010.

## Influence

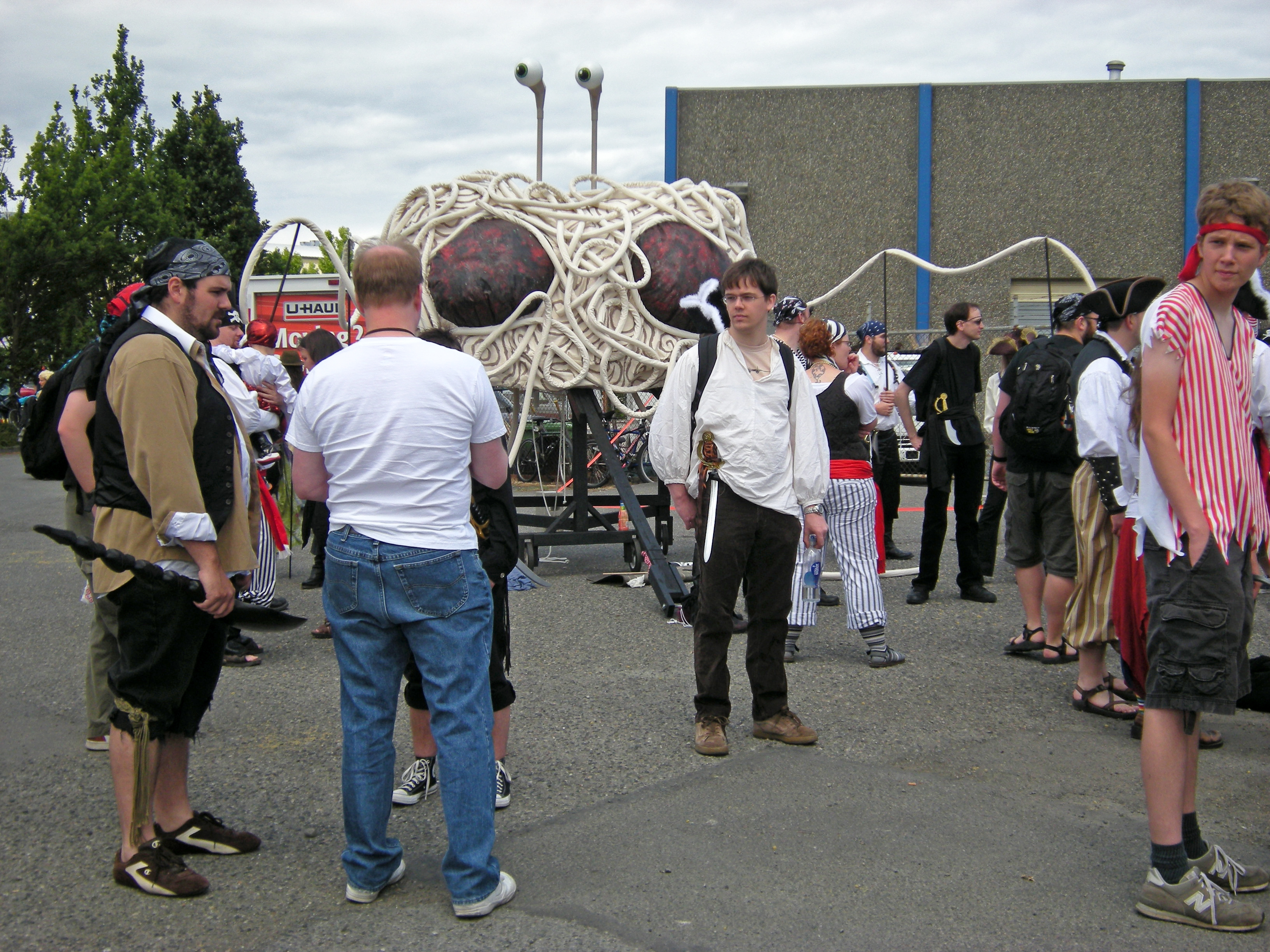
Préparation du Monstre pour le Summer Solstice Parade and Pageant de Seattle en 2009.

### Phénomène culturel
L'Église du Monstre en spaghetti volant compterait plusieurs milliers de participants, principalement dans les milieux étudiants américains et européens. Selon Associated Press, le site Internet d'Henderson est « une sorte de système de refroidissement virtuel pour les opposants du dessein intelligent ». Sur le site, les visiteurs peuvent suivre les meetings des pastafariens, échanger des babioles, des autocollants et des photographies montrant des « visions » du Monstre.
En août 2005, le designer suédois Niklas Jansson crée une adaptation de la Création d'Adam de Michel-Ange en superposant le Monstre en Spaghetti Volant à l'endroit de la représentation de Dieu. Cette adaptation est devenue une référence du pastafarisme. La Hunger Artists Theatre Company produisit une pièce comique intitulée The Flying Spaghetti Monster Holiday Pageant en décembre détaillant l'histoire du pastafarisme. La compagnie réalisa ensuite une suite appelée Flying Spaghetti Monster Holy Mug of Grog en décembre 2008. Cette activité attira l'attention de trois spécialistes religieux de l'université de Floride qui assemblèrent un comité à l'American Academy of Religion de 2007 afin de discuter du Monstre en spaghetti volant.

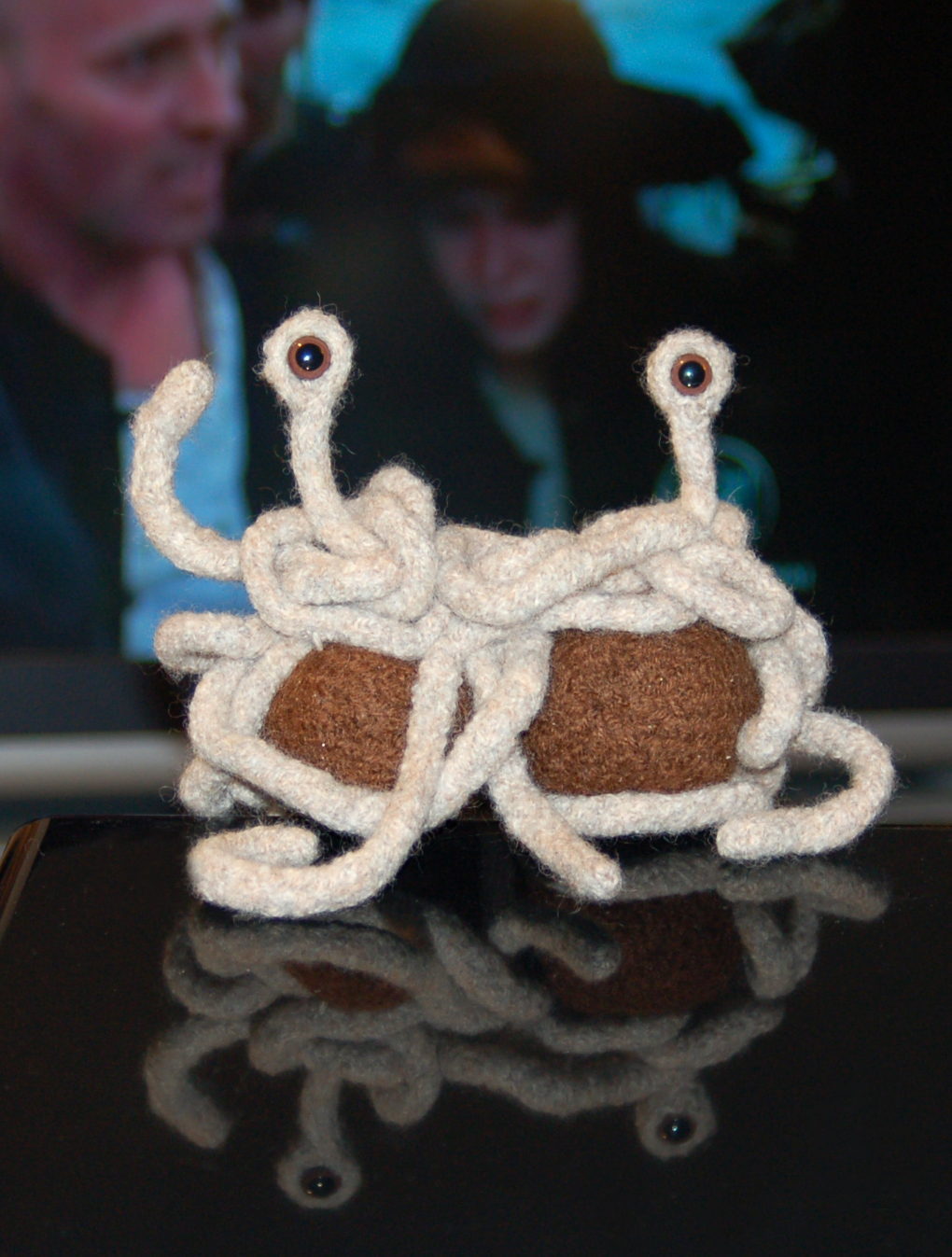
Un Monstre tricoté, San Diego.

En novembre 2007, quatre exposés impliquant le Monstre furent présentés au rassemblement annuel de l'American Academy of Religion à San Diego. Ces échanges, avec des intitulés comme Holy Pasta and Authentic Sauce: The Flying Spaghetti Monster's Messy Implications for Theorizing Religion, examinaient les éléments nécessaires pour former une religion. Les participants se demandèrent si « une anti-religion comme le pastafarisme pouvait être une véritable religion ». Seule une centaine des 9 000 participants à la conférence assista à ces échanges, les organisateurs reçurent de nombreux courriels de chrétiens qui se sentaient offensés.
Depuis octobre 2008, l'Église du Monstre en spaghetti volant soutient une convention annuelle appelée Skepticon sur le campus de l'université du Missouri. Des athées et des sceptiques donnent leur point de vue sur divers sujets et un débat avec un théologien chrétien y est tenu.
Sur le site de microfinance Kiva, le groupe des pastafariens est en compétition pour surpasser toutes les autres « congrégations religieuses » dans le nombre de prêts obtenus par leur équipe. Le slogan du groupe est « Tu partageras, que personne ne cherche sans être financé », qui paraphrase la devise du Loose Canon : « Tu partageras, que personne ne cherche sans trouver ». Le 23 septembre 2010, l'équipe avait levé près de 380 000 $. En août 2016, le montant des prêts s'élevait à 3 155 125 $.

### Réception critique
Selon Justin Pope d'Associated Press, 

« Entre les lignes, l'objectif de la lettre était de montrer qu'il n'y a pas plus de bases scientifiques pour le dessein intelligent que pour l'idée selon laquelle une créature omnisciente faite de pâtes a créé l'univers. Si les partisans du dessein intelligent peuvent demander un temps d'enseignement égal dans les cours de sciences alors pourquoi pas les autres ? La seule solution raisonnable est de n'enseigner que la meilleure science disponible »

— Justin Pope
 Il présente le Monstre en spaghetti volant comme un « argument intelligent et efficace ». Simon Singh du Daily Telegraph décrit le Monstre comme « un coup de génie, qui souligne l'absurdité du dessein intelligent » et félicite Henderson pour « avoir galvanisé la défense de la science et de la rationalité ». Sarah Boxer du New York Times avance que Henderson « a l'humour de son côté ». Le Monstre fut mentionné dans un article de l'Harvard Civil Rights-Civil Liberties Law Review comme un exemple de l'évolution « entrant dans la bataille dans la culture populaire », ce que l'auteur jugeait nécessaire pour que l'évolution parvienne à dominer le dessein intelligent. Le résumé de l'article, Evolutionary Controversy and a Side of Pasta: The Flying Spaghetti Monster and the Subversive Function of Religious Parody, décrit le Monstre comme un « exemple puissant de la manière dont un humour monstrueux peut être utilisé en tant qu'outil populaire de subversion carnavalesque ». De plus, le site internet d'Henderson contient de nombreuses marques de soutien de la part de la communauté scientifique. Comme Jack Schofield de The Guardian l'écrivit, « La blague, bien sûr, est que le pastafarisme est plus rationnel que le dessein intelligent ».
Casey Luskin du Discovery Institute, qui promeut le dessein intelligent, conteste cela en déclarant que « le problème de leur logique est que le dessein intelligent n'est pas une explication arbitraire, nous avons une grande expérience des agents intelligents qui produisent le type de complexité que nous voyons dans la nature ». Le journaliste Jeff Jacoby écrivit dans The Boston Globe que le dessein intelligent « n'est pas du primitivisme, du fondamentalisme chrétien ou un spaghetti volant. C'est de la science ». Cette vision de la science n'est cependant pas reconnue par l'Académie nationale des sciences. Peter Gallings de Answers in Genesis, un groupe de chrétiens apologétiques, écrivit « De manière ironique, les pastafariens, en plus de se moquer de Dieu lui-même, parodient le mouvement du dessein intelligent car comme celui-ci n'identifie pas une divinité spécifique, cela laisse la possibilité qu'un monstre en spaghetti soit le créateur… Par conséquent la satire n'est possible que parce que le mouvement du dessein intelligent n'est affilié à aucune religion particulière, exactement l'opposé de ce que les critiques lui reprochent ! » Il conclut que « nous ne sommes pas du tout inquiets de la possibilité que le pastafarisme n'éloigne les chrétiens… Néanmoins, il reflète une attitude de moquerie grandissante envers non seulement une religion organisée mais également contre toute suggestion selon laquelle il existe quelque chose ou Quelqu'un ‘là-haut’ au-delà de nous-mêmes et de nos faibles connaissances ». Mark Coppenger, un pasteur qui enseigne au Southern Baptist Theological Seminary, commenta « je suis heureux de dire que je pense que le Monstre en Spaghetti Volant nuit au programme des évolutionnistes car en se moquant des traditions chrétiennes, il renforce l'impression correcte selon laquelle il y a un mépris pour la foi biblique dans ce camp… De plus, la parodie est honteuse et il y a peu de choses plus encourageantes que des attaques ridicules de la part de nos opposants ».
Du fait de sa popularité et de son exposition médiatique, le Monstre en spaghetti volant est souvent utilisé comme une version moderne de la théière de Russell,. Ses défenseurs avancent que comme l'existence d'un Monstre indétectable et invisible, ne peut pas être infirmée, elle montre que la charge de la preuve repose sur ceux qui affirment l'existence de telles choses. Richard Dawkins explique « l'obligation de la preuve repose sur celui qui dit, je crois en Dieu, au Monstre en spaghetti volant, aux fées ou en n'importe quelle autre entité. Ce n'est pas à nous de le réfuter ». Un argument similaire fut utilisé dans les livres Pour en finir avec Dieu et The Atheist Delusion,.

### Utilisation dans différentes polémiques

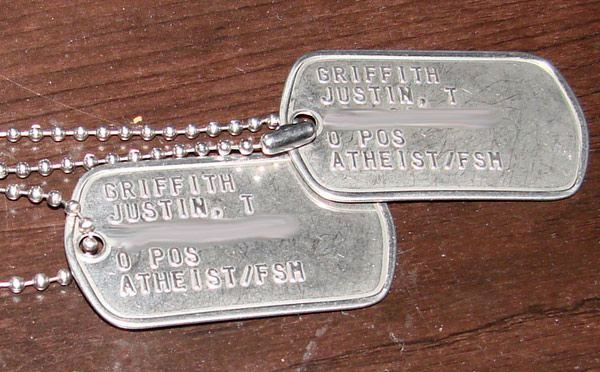
Colliers d'identification militaire conçus par Justin Griffith (un dog tag dans l'U.S. Army) indiquant « Athée/FSM » (Flying Spaghetti Monster) comme croyance religieuse.

En décembre 2007, l'Église du Monstre en spaghetti volant aurait contribué à dissuader le comté de Polk (Floride) d'adopter de nouveaux standards d'enseignement de la théorie de l'évolution. La question fut soulevée après que cinq des sept membres du comité déclarèrent leur croyance dans le dessein intelligent. Des opposants se présentant comme pastafariens envoyèrent des courriels aux membres du comité pour demander un temps d'enseignement égal pour le pastafarisme. Margaret Lofton, membre du comité et partisane du dessein intelligent, rejeta ces messages comme ridicules et insultants, avançant qu'« ils ont fait de nous la risée du monde ». Lofton déclara plus tard qu'elle n'avait aucun intérêt à s'engager dans une discussion avec les pastafariens ou quiconque cherchant à discréditer le dessein intelligent. Avec la propagation de la controverse, les scientifiques exprimèrent leur opposition aux revendications du comité en faveur du dessein intelligent. La construction d'un nouveau campus à l'université du Sud de la Floride fut, d'après certaines sources, remise en question mais le vice-président de l'université, Marshall Goodman, exprima sa surprise et affirma que « le dessein intelligent n'est pas de la science. Vous ne pouvez même pas l'appeler pseudo-science ». La réforme de l'enseignement de la théorie de l'évolution fut par la suite annulée.
En mars 2007, Bryan Killian, un étudiant du comté de Buncombe en Caroline du Nord, fut suspendu pour avoir porté un costume de pirate qui faisait partie de sa foi pastafarienne. Killian protesta en avançant que la suspension violait le premier amendement qui protège la liberté de religion et la liberté d'expression. Il déclara « Si c'est ce en quoi je crois, peu importe la stupidité de la croyance, je dois pouvoir l'exprimer de quelque manière que je souhaite ». Cependant, l'école rejeta le fait que la foi de Killian ait joué un rôle dans sa suspension et cita la perturbation de la classe et l'insolence comme raisons de l'exclusion.
En mars 2008, les pastafariens de Crossville dans le Tennessee furent autorisés à construire une statue du Monstre en spaghetti volant dans la zone d'expression libre du jardin du palais de justice. Les sites internet d'information reprirent l'information et la statue apparut dans le magazine Rolling Stone. Elle fut par la suite retirée, avec toutes les autres statues, après la controverse concernant la statue.
En 2016, en Belgique, Bart De Wever, le dirigeant du NVA, évoque la doctrine du Monstre en Spaghetti volant pour contester l'abord de la religion islamique dans l'enseignement chrétien, dit libre, en Flandre.
En 2016, un citoyen belge, Victor Bonjean, s'est vu refuser le port de son couvre-chef, une passoire, lié à sa pratique religieuse sur sa photo d'identité. Voulant faire valoir son droit d'apparaitre sur sa photo d'identité avec un signe religieux comme l'octroie la Circulaire ministérielle du 7 octobre 1992 relative à la tenue des registres de la population et des étrangers, EV 15 octobre 1992,.

## Reconnaissance

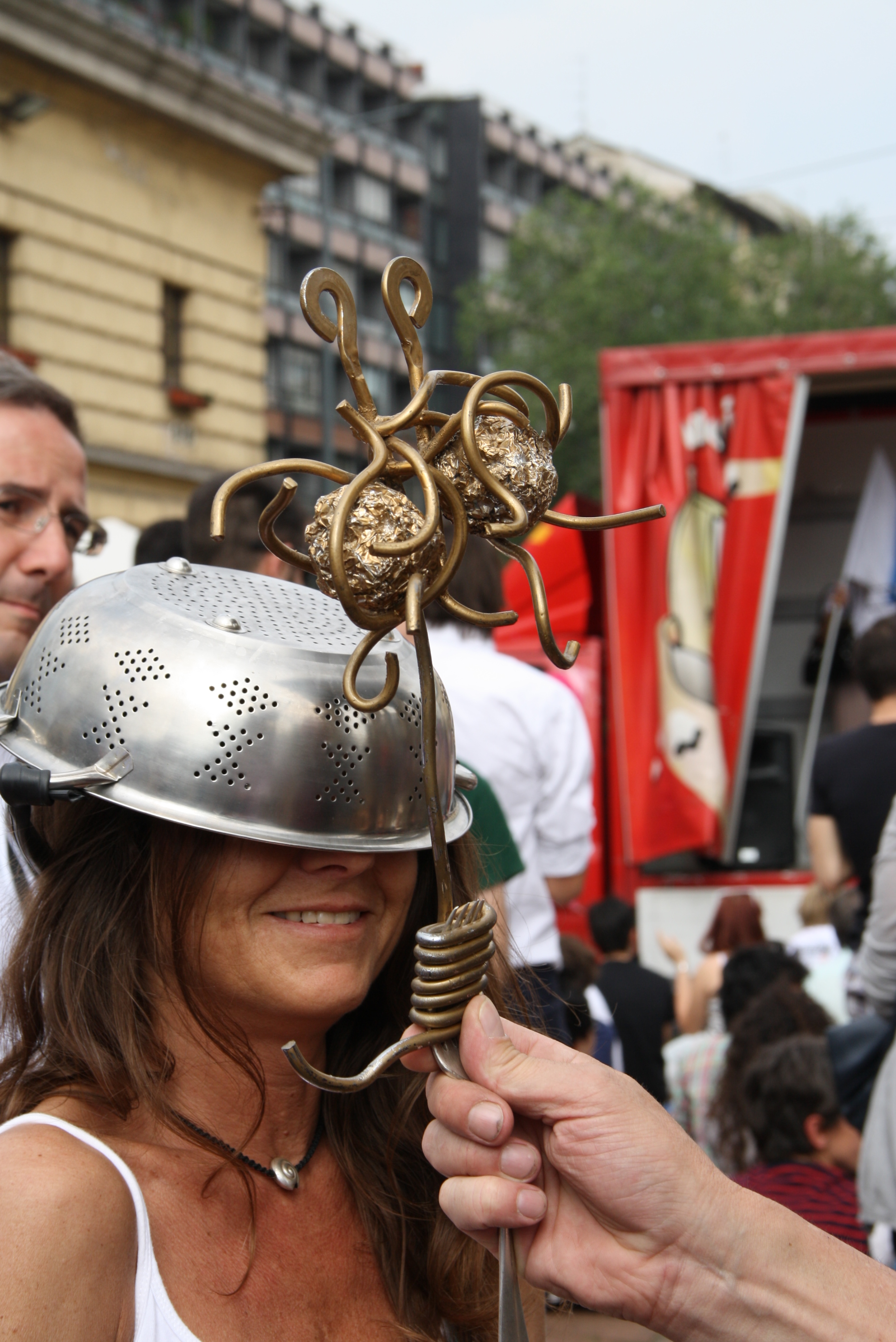
Pastafarienne coiffée d'une passoire.

En juillet 2011, après trois ans de démarches, un Autrichien nommé Niko Alm obtint le droit de porter une passoire sur la photo d'identité de son permis de conduire. Niko Alm a été autorisé à porter cette coiffe inhabituelle car elle est considérée comme un accessoire directement lié à la pratique du pastafarisme. Il fit une demande afin que l'Église du Monstre en spaghetti volant soit officiellement reconnue en Autriche ; demande qui fut rejetée. Lukas Novy, tchèque, a obtenu le même droit en 2013 dans la ville de Brno.
En août 2013, Eddie Castillo du Texas se fait photographier pour sa photo de permis de conduire avec une passoire sur la tête mais le service juridique du Department of Public Safety du Texas pourrait remettre cet accord en question pour le permis de conduire permanent.
En janvier 2014, M. Christopher Schaeffer a prêté serment avec une passoire sur la tête lors de son investiture comme conseiller municipal à Pomfret, dans le comté de Chautauqua (New York).
En septembre 2014, l'ancienne star du porno Asia Carrera obtint sa photo de permis de conduire avec coiffe pastafarienne du Département des Véhicules Motorisés du bureau de Hurricane, Utah (USA). La directrice de la Division des permis de conduire de l'Utah affirma qu'une douzaine de Pastafariens avaient eu une photo avec une passoire similaire sur leur permis de conduire de l'État les deux années précédentes, et aussi que les fonctionnaires de l'État avaient classé le pastafarisme comme religion reconnue, que donc ses membres n'avaient aucune paperasse spéciale à remplir. Il apparait ainsi que nombre de pastafariens et de médias ne font pas systématiquement état de la délivrance de cartes avec photos pastafariennes.
En juillet 2014, les pastafariens Beth (son patronyme n'a pas été diffusé) et Christopher Vannote obtiennent leur permis avec passoire sur la tête en Californie,. À partir de cette époque, de multiples articles font état d'une multiplication de cas de passoires sur photo d'identité accordés dans le monde,,,,.
Le 17 novembre 2015, Lindsay Miller gagne, contre le Registre des Motos et Véhicules du Massachusetts, le droit d'être prise en photo avec une passoire sur la tête, pour son permis de conduire,.
Alors que des reconnaissances relatives de cette croyance dans divers États du monde sont relayés par les médias,,,,,,,,,,, le pastafarisme obtient sa reconnaissance en tant que religion officielle en Pologne en avril 2014, reconnaissance qui lui fut retirée 6 mois plus tard.
En avril 2014, Russell Tomes, pastafarien néo-zélandais, obtint sa passoire sur son permis,, puis Harley Neuville courant 2015. Finalement, en décembre 2015, la Nouvelle-Zélande autorisa l’Église du Monstre en Spaghetti Volant à célébrer des mariages,. Le 16 avril 2016, la « ministeroni » Karen Martyn, officiante reconnue par les autorités néo-zélandaises, a prononcé le premier mariage légal en Nouvelle-Zélande.
En janvier 2016, les Pays-Bas ont reconnu administrativement le pastafarisme comme religion,.
En août 2017, Taïwan a reconnu administrativement l'Église Pastafarienne humaniste comme religion, reconnaissance entrant en vigueur en novembre 2017,.
Dans une décision rendue le 2 décembre 2021, la Cour européenne des Droits de l'Homme considère que le pastafarisme n'est pas une religion ou une conviction protégée par l'article 9 de la Convention européenne des Droits de l'Homme et qu'en conséquence, le port d'une passoire sur la tête ne peut pas être considéré comme une manifestation religieuse,[réf. incomplète][source secondaire souhaitée].

## Pastafarisme dans la fiction
- L'épisode de la saison 10 de South Park, Vas-y Dieu ! Vas-y ! I, montre Richard Dawkins convertissant une certaine Mme Garrison, alors croyante convaincue, à l'athéisme, grâce au pastafarisme.
- L'épisode de la saison 6 (2010) de Futurama, A Clockwork Origin (en), montre le Monstre dans une manifestation contre la théorie de l'évolution.
- Dans le dernier épisode de la saison 3 de Rick & Morty, une présentatrice de télévision extraterrestre dit que les humains aiment manger des spaghettis. Une image d'un plat de spaghettis avec deux boulettes de viandes, en référence au Monstre en Spaghettis Volant est montré.
- Dans le manga Hetalia Axis Power, le personnage de Feliciano Vargas (représentant l'Italie du Nord) prône le pastafarisme.
- Dans le manga Franken Fran (en), l'héroïne Fran, parodie de Frankenstein, crée une créature de spaghetti volant.
- Dans le clip (version animée) de Bettmagnet, titre du groupe allemand Die Ärzte, un monstre de spaghetti volant sème la terreur dans l'espace.
- Dans la série policière radiophonique Hasta Dente ! diffusée sur France Culture en 2018[117], deux policiers sont chargés d’enquêter sur une affaire apparemment anodine : la découverte d’une cache de ramen, de tracts délirants sur l’avènement du « Dieu spaghetti volant » et quelques photos d’un député.